# William Lloyd Webber
William Lloyd Webber, nato William Southcombe Lloyd Webber (Londra, 11 marzo 1914 – Londra, 29 ottobre 1982), è stato un organista e compositore britannico, padre di Andrew (nato nel 1948) e Julian (nato nel 1951).

## Biografia
Figlio di William Charles Henry Webber, un idraulico, fu fortunato, dal punto di vista musicale, in quanto il padre, appassionato di organi, spendeva quel poco denaro che aveva a disposizione, viaggiando nella capitale e nei dintorni per ascoltare diversi strumenti. Spesso portava il figlio con lui, e fin dagli inizi William iniziò a mostrare una acuto interesse, quasi un'ossessione, per gli organi.
All'età di quattordici anni, William Lloyd Webber era già divenuto un noto organista, suonando frequentemente in molte importanti chiese e cattedrali in giro per la Gran Bretagna. Vinse una borsa di studio alla Mercers' School, e successivamente un'altra per il Royal College of Music dove studiò con Ralph Vaughan Williams diplomandosi a 19 anni. Poiché nella scuola vi era già un altro studente dal nome William Webber, egli iniziò ad usare il secondo nome 'Lloyd' da allora in avanti.
Parallelamente alla sua attività di organista, William iniziò a comporre musica, e tra i suoi primi lavori troviamo interessanti opere qual la Fantasy Trio del 1936. Anche se la seconda guerra mondiale interruppe la s ua attività di compositore (egli rimase organista e maestro del coro alla chiesa All Saints, Margaret Street, Londra per tutta la durata della guerra), con la fine della stessa ebbe inizio il periodo di maggior prolificità come compositore. Nel 1938, era stato nominato organista e maestro del coro alla chiesa di All Saints, e successivamente passò alla Westminster Central Hall, una delle più importanti chiese metodiste del Regno Unito. Le sue prime composizioni erano venute alla luce negli anni trenta. Nel 1942 sposò la pianista e violinista Jean Hermione Johnstone dalla quale ebbe due figli: il compositore Andrew (nato nel 1948) ed il violoncellista Julian (nato nel 1951).
Dal 1945 alla metà degli anni cinquanta, Lloyd Webber compose musica vocale e strumentale, per coro e per organo, musica da camera e brani per orchestra. Fra le opere di questo periodo si ricordano l'oratorio St. Francis of Assisi, il poema sinfonico Aurora, le Sonatine per viola e pianoforte, flauto e pianoforte, e numerose canzoni, brani corali e pezzi per organo. Ma le radici musicali di Lloyd Webber erano saldamente infisse nella romanticismo di Sergei Rachmaninov, Jean Sibelius e César Franck, ed egli andò via via convincendosi che questa musica era ormai fuori moda. Anziché modificare il suo stile, William lloyd Webber torno a dedicarsi all'insegnamento al Royal College of Music, dirigendo il coro della Central Hall, Westminster, e nel 1964, accettò la direzione del London College of Music, posto che tenne fino alla sua morte nel 1982.
Deluso dalla sua attività di compositore, William non compose altro per i successivi venti anni, se non poco prima della sua morte, quando un'improvvisa vena di creatività produsse la Missa Sanctae Mariae Magdalenae (disponibile su ASV CD, DCA961). William Lloyd Webber fu per natura timido e riservato. Egli ebbe una grande avversione all'arroganza e trovava totalmente inaccettabile l'auto-pubblicità, secondo alcuni necessaria, alla carriera di un compositore. Era inoltre un uomo di poche parole e, in campo musicale, anche di note. "Perché", chiedeva ai suoi allievi, “scrivere sei pagine, quando basterebbero sei righe?"
La musica di William Lloyd Webber, ha avuto recentemente una riscoperta ed il suo ascolto è sensibilmente aumentato sia nelle sale da concerto che tramite le registrazioni. Quando Aurora venne registrata per la Philips nel 1986 da Lorin Maazel con la London Philharmonic Orchestra, Edward Greenfield del quotidiano The Guardian disse "abilmente e sontuosamente scritta ... musica così sensuale come nessuno si aspetterebbe da un compositore britannico". Nel 2005 The Divine Compassion di Lloyd Webber venne ripresa dagli Aeolian Singers. Questo lavoro vocale grandioso, della durata di 95 minuti, è basato sulla Passione di Cristo del Vangelo secondo Giovanni. Un William Lloyd Webber Festival venne organizzato nella primavera-estate del 2007 a Londra.

## Opere selezionate

### Orchestra
- Lento in Mi maggiore per Orchestra d'archi (1939)
- Waltz in Mi minore per Orchestra (1939)
- Aurora, poema sinfonico for Orchestra (1951)
- Three Spring Miniatures per piccola Orchestra (1952); orchestrazione di un pezzo per pianoforte
  1. Gossamer (A Little Waltz)
  2. Willow Song (A lament)
  3. Tree Tops (A Toccatina)
- Serenade for Strings
I. Barcarolle (1951)
II. Romance (1980)
III. Elegy (1960)
- Invocation per arpa, timpani e orchestra d'archi (1957)

### Banda di ottoni
- Little Suite per ottoni
I. Prelude
II. Adagio
III. Festive March

### Musica da camera
- Three Pieces violoncello e pianoforte
  1. In the Half-Light (1951)
  2. Air Varié (adattata da Tantum Ergo di César Franck)
  3. Slumber Song
- Fantasy Trio in Si minore per violino, violoncello e pianoforte (1936)
- Sonatina per flauto e pianoforte (1941)
- Benedictus per violino e organo (1942)
- Nocturne per violoncello e pianoforte o arpa (1948); dall'oratorio St. Francis of Assisi
- Air and Variations clarinetto e pianoforte (1952)
- Sonatina per viola e pianoforte (1952)
- Country Impressions (1960)
  1. Mulberry Cottage per flauto e pianoforte (1960)
  2. On Frensham Pond (Aquarelle) per clarinetto e pianoforte (1960)
- A Lyric Suite per violoncello e pianoforte (1964)
- Summer Pastures per corno e pianoforte
- Suite in Si bemolle per tromba e pianoforte
- The Gardens at Eastwell (A Late Summer Impression) per violino e pianoforte o arpa (1982)

### Pianoforte
- Three Spring Miniatures per pianoforte (1952); (anche versione per orchestra)
  1. Gossamer (A Little Waltz)
  2. Willow Song (A lament)
  3. Tree Tops (A Toccatina)
- Six Pieces per pianoforte
  1. A Song for the Morning (1957); composta sotto lo pseudonimo di Clive Chapel
  2. Scherzo in Sol minore
  3. Arabesque
  4. Romantic Evening
  5. Explanation; composta sotto lo pseudonimo di Clive Chapel
  6. Song without Words
- Three Pieces per pianoforte
  1. Presto for Perseus
  2. Autumn Elf
  3. Badinage de Noël
- Scenes from Childhood per pianoforte
  1. Cake Walk
  2. Sentimental Waltz
  3. Air
  4. Scherzo
  5. Evening Hymn
  6. China Doll
- A Short Tone-Study per pianoforte
- River Song per pianoforte a quattro mani
- Danse Macabre per due pianoforti

### Organo
- Chorale, Cantilena and Finale
- Three Recital Pieces (1952)
  1. Prelude
  2. Barcarolle
  3. Nuptial March
- Aria – Thirteen Pieces
  1. Prelude on St Cross;
  2. Choral March
  3. Communion
  4. Solemn Procession
  5. Prelude on Passion Chorale
  6. Prelude on Rockingham
  7. Festal March
  8. Prelude on Gerontius
  9. Aria
  10. Verset
  11. Prelude on Winchester New
  12. Vesper Hymn
  13. Meditation on Stracathro
- Reflections – Seven Pieces
  1. Prelude
  2. Slumber Song
  3. Summer Pastures
  4. Romance
  5. Intermezzo
  6. Christ in the Tomb (da The Divine Compassion)
  7. Postlude
- Eight Varied Pieces
  1. Arietta in A Major
  2. Minuet
  3. Recessional
  4. Andantino alla Cantilena
  5. Introit
  6. Dedication March
  7. Pastorale
  8. Epilogue
- Songs without Words – Six Pieces
  1. Noel Nouvelet
  2. Song without Words
  3. Trumpet Minuet
  4. God Rest You Merry, Gentlemen
  5. The Coventry Carol
  6. Good King Wenceslas
- Five Portraits for Home Organs
- Elegy
- Three Interludes on Christmas Carols
  1. Interlude on 'Good King Wenceslas'
  2. Interlude on 'Coventry Carol'
  3. Interlude on 'God Rest You Merry, Gentlemen'

### Chorali
- Missa Sanctae Mariae Magdalenae per coro e organo (1979)
- Princeps Pacis (The Prince of Peace), Messa per coro e organo (1962)
- The Saviour, A Meditation upon the Death of Christ per coro e organo
- The Divine Compassion, Cantata sacra per tenore, baritono, coro e organo
- St. Francis of Assisi, Oratorio per soprano, tenore, baritono, coro, orchestra d'archi e arpa (1948)
- Born a King, a Christmas Cantata per solisti coro e organo
- Songs of Spring, Cantata voci femminili, coro e organo
- O Lord, Spread Thy Wings O'er Me, Inno per soprano (o voce alta), coro e accompagnamento
- Spirit of God, Inno per coro e organo
- Dominus Firmamentum Meum, Inno per coro e organo
- Lo! My Shepherd Is Divine, Inno per soprano, alto, coro e organo
- Lo, God Is Here, Inno per coro e organo
- Seven Anthems (sette inni)
  1. Sing the Life, Easter Carol per coro e accompagnamento
  2. A Hymn of Thanksgiving per voci all'unisono e organo
  3. O Love, I Give Myself to Thee per coro femminile e organo
  4. O for a Closer Walk with God per coro e organo
  5. Then Come, All Ye People, Carol per coro e accompagnamento
  6. The Lord Is My Shepherd per coro e organo
  7. Love Divine, All Loves Excelling per coro e organo (1964); da The Good Samaritan
- Tantum Ergo, Inno per basso, coro e organo
- Jesus, Dear Jesus, Carol per voci bianche, coro di voci bianche e organo
- The Stable Where the Oxen Stood
- Most Glorious Lord of Lyfe, Anthem for Chorus Suitable for Easter; parole di Edmund Spenser
- Meeting Place, a Meditation upon the Birth of Christ per baritono, coro, pianoforte e organo (1964)
- Jamie Brown, a Happy Story in Song per coro a due parti e organo (pubblicato nel 1962)

Partsongs
- April per coro femminile e pianoforte
- Corinna's Lute per coro femminile e pianoforte
- Sun-Gold per coro femminile e pianoforte, parole di May Sarson
- Moon Silver per coro femminile e pianoforte
- Lament per coro femminile e pianoforte
- I heard a Rush of Wings per coro femminile (o di voci bianche) e pianoforte
- The Moon per coro a cappella
- A Magic Morn per coro femminile e pianoforte
- The Heather Hills per coro femminile e pianoforte

### Vocale
- The Call of the Morning (1950); parole di George Darley
- Love, Like a Drop of Dew (1950); parole di W. H. Davies
- I Looked Out into the Morning (1951); parole di James Thomson
- Over the Bridge (1951); parole di James Thomson
- How Do I Love Thee?
- The Forest of Wild Thyme (1951)
- The Pretty Washer-Maiden, parole di William Ernest Henley
- To the Wicklow Hills (1954); parole di R.G. Leigh
- A Rent for Love (1982); parole di Irvonwy Morgan
- So Lovely the Rose, parole di Joseph Murrells
- Eutopia, parole di Francis Turner Palgrave
- The Cottage of Dreams
- Lullaby
- Spring Is the Time for Love
- Three Arias per tenore e organo
  1. And I Saw a New Heaven
  2. The King of Love (da The Saviour)
  3. Thou Art the King (da The Divine Compassion)